# Foomatic
Foomatic is een databasegestuurd systeem om stuurprogramma's voor printers te integreren met veelvoorkomende spoolers onder Unix.

## Spoolers
Foomatic ondersteunt via de universele filter foomatic-rip volgende veelgebruikte spoolers:
- CUPS,
- LPR en LPRng,
- PPR (printerspooler voor niet-PostScript-printers),
- PDQ.

Daarnaast is er ook ondersteuning voor LPD, GNUlpr, Solaris LP en CPS. Direct printen zonder spooler via de driver is ook mogelijk.

## Onderdelen
Foomatic bestaat uit vier pakketten:
- foomatic-filters: de universele printfilter foomatic-rip. Deze wordt gebruikt door spoolers om PostScript-gegevens om te zetten in het printereigen formaat, dat beschreven wordt door een printerspecifiek PPD-bestand.
- foomatic-db-engine: genereert PPD-bestanden uit de XML-databasegegevens van Foomatic. Het bevat daarnaast scripts om printwachtrijen te configureren en printopdrachten af te handelen.
- foomatic-db: de XML-database die informatie bevat over printers, drivers en driveropties die gebruikt wordt door foomatic-db-engine. Het bevat daarnaast door de fabrikant aangeleverde PPD-bestanden die onder een vrije licentie ter beschikking werden gesteld.
- foomatic-db-nonfree: PPD-bestanden aangeleverd door de fabrikant die onder een niet-vrije licentie ter beschikking worden gesteld, waardoor verspreiding bemoeilijkt wordt.